# Trnjak
Trnjak (sinonim rudežuša) je crna vinska sorta podrijetlom iz Dalmatinske zagore (Imotski, Vrgorac) i Hercegovine.
Pravilnikom o Nacionalnoj listi priznatih kultivara vinove loze trnjak je preporučeni kultivar za podregiju Dalmatinsku zagoru, a uzgaja se u vinogorju Imotski. Ranije se više uzgajala u vinogorjima Split-Omiš-Makarska, Neretva i Vrgorac. Trenutačno se u Imotskoj krajini i Hercegovini (Nuić Ljubuški, Vinarija Čitluk) trnjak uzgaja na oko 20 hektara vinograda.